# Семёнов, Константин (легкоатлет)
Константин Семёнов (ивр. קונסטנטין סמיונוב‎; род. 20 ноября 1969) — советский, белорусский и израильский легкоатлет, специалист по прыжкам с шестом. Выступал за сборные СНГ, Белоруссии и Израиля по лёгкой атлетике в 1990-х годах, обладатель бронзовой медали чемпионата Европы в помещении, победитель и призёр первенств национального значения, участник летних Олимпийских игр в Атланте.

## Биография
Константин Семёнов родился 20 ноября 1969 года.
Впервые заявил о себе в сезоне 1992 года, когда в составе сборной Узбекской ССР с личным рекордом 5,70 выиграл серебряную медаль в прыжках с шестом на зимнем чемпионате СНГ в Москве — здесь его превзошёл только россиянин Пётр Бочкарёв. По итогам этих соревнований вошёл в состав Объединённой команды, собранной из спортсменов бывших советских республик, и выступил на чемпионате Европы в помещении в Генуе, где завоевал бронзовую медаль.
После распада Советского Союза Семёнов остался действующим спортсменом и продолжил принимать участие в крупнейших международных стартах в составе белорусской национальной сборной. В 1993 году стал чемпионом Белоруссии в прыжках с шестом.
Впоследствии принял израильское гражданство и перешёл в израильскую национальную сборную. Так, в 1995 году  представлял Израиль на чемпионате мира в Гётеборге, но провалил все три попытки в своей дисциплине.
В 1996 году стал восьмым на чемпионате Европы в помещении в Стокгольме, тогда как на соревнованиях в Тель-Авиве установил свой личный рекорд — 5,76 метра. Благодаря череде удачных выступлений удостоился права защищать честь страны на летних Олимпийских играх в Атланте — в программе прыжков с шестом на предварительном квалификационном этапе показал результат 5,40 метра и в финал не вышел.
В 1997 году отметился выступлением на чемпионате мира в помещении в Париже, но не показал здесь никакого результата, провалив все три попытки.
В 1998 году принимал участие в чемпионате Европы в помещении в Валенсии, где так же не показал результата.
Завершил спортивную карьеру по окончании сезона 2000 года.